# Loxostege mancaloides
Loxostege mancaloides là một loài bướm đêm trong họ Crambidae.